# Nicholson Baker
Pour les articles homonymes, voir Baker.
Œuvres principales
- Le Point d’orgue

Nicholson Baker, né le 7 janvier 1957 à New York, est un écrivain américain.

## Biographie
Il fait de brèves études en musique au Eastman School of Music avant de s’inscrire au Haverford College où il obtient un baccalauréat universitaire en anglais.
Il est notamment l'auteur de plusieurs romans, dont Le Point d’orgue, La Mezzanine, VOX, Nory au Pays des Anglais et À servir chambré, où il utilise fréquemment le processus du courant de conscience pour développer minutieusement la psychologie de ses personnages.
Baker milite contre la destruction par les bibliothèques d'exemplaires papier. En 1999, il fonde l'association American Newspaper Repository dont l'objectif est de conserver les anciennes éditions des journaux américains.
Baker est considéré aux États-Unis comme l'un des écrivains les plus talentueux de sa génération, à laquelle appartiennent aussi David Foster Wallace, Mark Leyner et William Vollmann.

## Œuvres

### Romans
- La Mezzanine (The Mezzanine, 1988), (traduit par Arlette Stroumza), Juillard, 1990; rééd. poche 10/18, 1993 ; rééd. Robert Laffont, coll. « Pavillons poche », 2008
- À servir chambré (Room temperature, 1990), (traduit par Michel Lederer), Juillard, 1992 ; rééd. Robert Laffont, 2005
- Vox (Vox, 1992), (traduit par Michel Lederer), Juillard, 1993 ; rééd. poche 10/18, 1994 ; rééd. Les Belles Lettres, coll. Domaine étranger, Paris, 136 p., 2024  (ISBN 978-2251455235)
- Le Point d'orgue (The Fermata, 1994), (traduit par Jean Guiloineau), Bourgois, 1995 ; rééd. poche 10/18, 1998 ; rééd. Les Belles Lettres, coll. Domaine étranger, Paris, 298 p., 2024  (ISBN 978-2251456102)
- Nory au pays des Anglais (The Everlasting Story of Nory, 1998), (traduit par Marie-Claire Pasquier), Balland, 2000
- Une boîte d'allumettes (A Box of Matches, 2003), (traduit par Antoine Cazé), Bourgois, 2004 ; rééd. poche 10/18, 2006
- Contrecoup (Checkpoint, 2004), (traduit par Claro), Le Cherche midi, 2005
- La Belle Échappée (House of Holes, 2011), (traduit par Éric Chédaille), Bourgois, 2012
- Traveling Sprinkler (2013)

### Essais
- Updike et moi (U and I: A True Story, 1991), (traduit par Martin Winckler), Bourgois, 2009
- La Taille des pensées (The Size of Thoughts, 1996), (traduit par Antoine Cazé), Bourgois, 2004 ; rééd. poche 10/18, 2006
- Human smoke (Human Smoke: The Beginnings of World War II, the End of Civilization, 2008), (traduit par Éric Chédaille), Bourgois, 2009
- Double Fold: Libraries and the Assault on Paper (2001, Random House;  (ISBN 0-375-50444-3) / 2001, Vintage;  (ISBN 0-375-72621-7) / 2002, Vintage;  (ISBN 0-09-942903-9))